# Star!
Star! és una pel·lícula estatunidenca dirigida per Robert Wise, estrenada el 1968. Ha estat doblada al català.

## Argument
Retrat de Gertrude Lawrence, actriu i cantant de comèdies musicals.

## Repartiment
- Julie Andrews: Gertrude Lawrence
- Richard Crenna: Richard Aldrich
- Michael Craig: Sir Anthony Spencer
- Daniel Massey: Noël Coward
- Robert Reed: Charles Fraser
- Bruce Forsyth: Arthur Lawrence
- Beryl Reid: Rose
- John Collin: Jack Roper
- Alan Oppenheimer: Andre Charlot
- Richard Karlan: David Holtzmann
- Lynley Laurence: Billie Carleton
- Garrett Lewis: Jack Buchanan
- Anthony Eisley: Ben Mitchell
- Jock Livingston: Alexander Woollcott
- J. Pat O'Malley: Dan
- Jenny Agutter

## Al voltant de la pel·lícula
- El rodatge va tenir lloc a Londres i Nova York, d'abril a novembre 1967.
- Star! és l'última pel·lícula sobre la qual va treballar el compositor Lennie Hayton.

## Banda original
- Picadilly, interpretat per Julie Andrews, Bruce Forsyth i Beryl Reid
- Oh, It's a Lovely War, interpretat per Julie Andrews, Ann Hubbell, Ellen Plasschaert, Dinah Ann Rogers, Barbara Sandland i Jeanette Landis
- In My Garden of Love, interpretat per Julie Andrews, Ann Hubbell, Ellen Plasschaert, Dinah Ann Rogers, Barbara Sandland i Jeanette Landis
- Forbidden Fruit, interpretat per Daniel Massey
- N Everything, interpretat per Daniel Massey
- Burlington Bertie from Bow, interpretat per Julie Andrews
- Parisian Pierrot, interpretat per Julie Andrews
- Limehouse Blues, interpretat per Julie Andrews
- Someone To Watch Over Me, interpretat per Julie Andrews
- Dear Little Boy (Dear Little Girl), interpretat per Daniel Massey i Julie Andrews
- After The Ball Is Over, interpretat per Daniel Massey
- Someday I'll Find You, interpretat per Julie Andrews
- Physician, interpretat per Julie Andrews
- Do, Do, Do, interpretat per Julie Andrews
- Has Anybody Seen Our Ship, interpretat per Julie Andrews i Daniel Massey
- My Ship, interpretat per Julie Andrews
- The Saga of Jenny, interpretat per Julie Andrews
- Star, interpretat per Julie Andrews

## Premis i nominacions

### Premis
- 1969: Globus d'Or al millor actor secundari per Daniel Massey

### Nominacions
- 1969: Oscar al millor actor secundari per Daniel Massey
- 1969: Oscar a la millor fotografia per Ernest Laszlo
- 1969: Oscar a la millor direcció artística per Boris Leven, Walter M. Scott i Howard Bristol
- 1969: Oscar a la millor banda sonora per Lennie Hayton
- 1969: Oscar a la millor cançó original per Jimmy Van Heusen i Sammy Cahn amn "Star!"
- 1969: Oscar al millor vestuari per Donald Brooks
- 1969: Oscar al millor so
- 1969: Globus d'Or a la millor actriu musical o còmica per Julie Andrews
- 1969: Globus d'Or a la millor cançó original per Jimmy Van Heusen i Sammy Cahn amb "Star!"